# Actarjania lepida
Actarjania lepida is een rondwormensoort uit de familie van de Comesomatidae. De wetenschappelijke naam van de soort is voor het eerst geldig gepubliceerd in 1976 door Vitiello.